# Halichoeres pallidus
Espèce
Statut de conservation UICN

 LC  : Préoccupation mineure
Halichoeres pallidus est un poisson osseux de petite taille de la famille des Labridae, endémique à l'Est de l'Indonésie et aux Palaos.

## Description
Halichoeres pallidus peut atteindre une longueur totale de 10 cm.

## Étymologie
Son nom spécifique, du latin pallidus, « pâle », fait référence à son apparente blancheur sous la faible lumière disponible aux profondeurs où cette espèce évolue (37-64 m).

## Publication originale
- (en) Rudie H. Kuiter et John Ernest Randall, « Four new Indo-Pacific wrasses (Perciformes: Labridae) », Revue française d'aquariologie et d'herpétologie, Nancy, vol. 21, nos 3/4,‎ 10 avril 1995 (pour 1994), p. 107-118 (ISSN 0399-1075).